# Xandrames latiferaria
Xandrames latiferaria är en fjärilsart som beskrevs av George Francis Hampson 1895. Xandrames latiferaria ingår i släktet Xandrames och familjen mätare. Inga underarter finns listade i Catalogue of Life.